# Megistogastropsis
Megistogastropsis är ett släkte av tvåvingar. Megistogastropsis ingår i familjen parasitflugor.
Kladogram enligt Catalogue of Life:
| Megistogastropsis | \| \| Megistogastropsis alulifera \| \| \| \| \| \| Megistogastropsis invita \| \| \| \| |
|                   | \| \| Megistogastropsis alulifera \| \| \| \| \| \| Megistogastropsis invita \| \| \| \| |
|                   | Megistogastropsis alulifera                                                              |
|                   |                                                                                          |
|                   | Megistogastropsis invita                                                                 |
|                   |                                                                                          |